# Nijampur
Nijampur es una ciudad censal situada en el distrito de Dhule en el estado de Maharashtra (India). Su población es de 7696 habitantes (2011). 

## Demografía
Según el censo de 2011 la población de Nijampur era de 7696 habitantes, de los cuales 3963 eran hombres y 3733 eran mujeres. Nijampur tiene una tasa media de alfabetización del 87,86%, superior a la media estatal del 83,36%: la alfabetización masculina es del 87,31%, y la alfabetización femenina del 79,25%.